# Rejina Pyo
Rejina Pyo é uma estilista sul-coreana.
Ela nasceu e cresceu em Seul, na Coreia do Sul.
Pyo lançou a sua marca de moda de mesmo nome em 2014 e em 2020, havia mais de 100 armazenistas em todo o mundo com a sua marca.
As pessoas que vestiram as suas roupas incluem Leandra Medine, Eva Chen, Kate Foley e Meghan Markle.
Para a London Fashion Week primavera/verão 2022, em setembro de 2021, o seu desfile foi realizado no Centro Aquático de Londres.